# Miquel Ametller i Caules
Miquel Ametller i Caules   (Ciutadella de Menorca, 1937 - Ciutadella de Menorca, 20 d'octubre de 2024) va ser un glosador i activista cultural menorquí, fundador de l'associació Soca de Mots i revitalitzador del gènere. Va ser guardonat amb el premi Ramon Llull pel Govern de les Illes Balears el 2017.